# Ali Larter

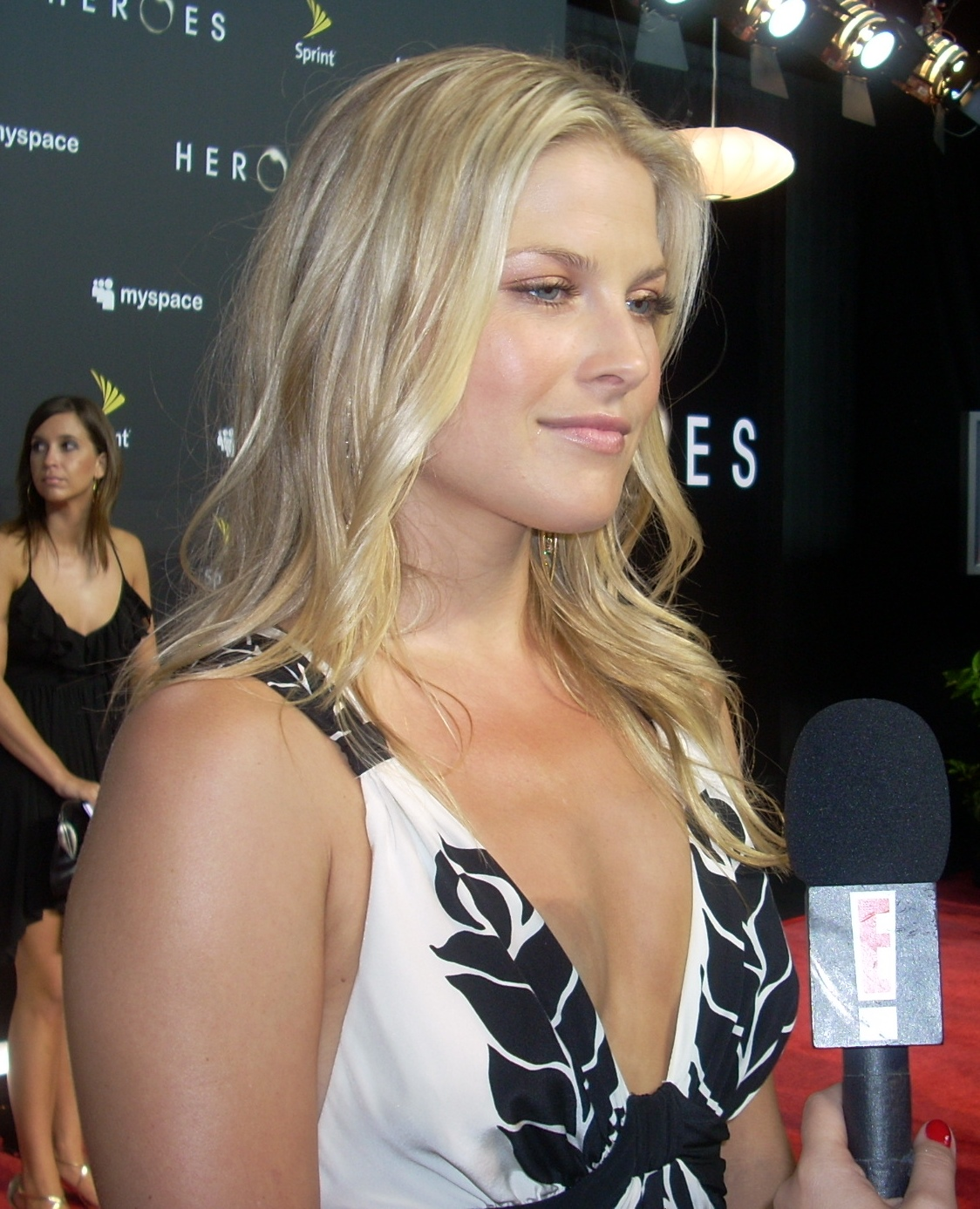
Ali Larter bei der Premiere der dritten Staffel von Heroes (2008)

Alison Elizabeth „Ali“ Larter (* 28. Februar 1976 in Cherry Hill, Camden County, New Jersey) ist eine US-amerikanische Schauspielerin, die vor allem durch die Darstellung der Rollen Niki Sanders und Tracy Strauss in der Fernsehserie Heroes (2006–2010) bekannt wurde, sowie als Clear Rivers in Final Destination (2000) und Final Destination 2 (2003) und als Claire Redfield in Resident Evil: Extinction (2007), Resident Evil: Afterlife (2010) und Resident Evil: The Final Chapter (2016).

## Leben und Karriere
Die Tochter einer Hausfrau und eines Spediteurs begann mit 14 Jahren eine Karriere als Model bei der Agentur Ford Models. Mit 17 lebte sie für einige Zeit in Tokio. Mit 18 zog sie mit ihrem damaligen Freund nach Los Angeles und nahm Schauspielunterricht. Im November 1996 wurde Ali Larter durch die Fotos zu einer satirisch gemeinten, fiktiven Reportage im Magazin Esquire über eine erfundene Nachwuchsschauspielerin namens „Allegra Coleman“ und ihre ebenso erfundenen Umtriebe in Hollywood bekannt. 1997 hatte sie in einer Episode der Serie Susan mit Brooke Shields ihr TV-Debüt. Es folgten Auftritte in den Fernsehserien Chicago Sons, Chicago Hope, Just Shoot Me und Dawson’s Creek.
Ali Larters erster Kinofilm war 1999 das kommerziell erfolgreiche Teenager- und Football-Drama Varsity Blues, in dem sie in einer Szene nur mit Schlagsahne bekleidet auftrat. Im selben Jahr war sie noch in zwei weiteren Teenager-Filmen sowie in dem Horrorfilm Haunted Hill zu sehen, der sich kommerziell ebenfalls als relativ erfolgreich erwies. Im Jahr 2000 erlangte sie Bekanntheit als Clear Rivers in dem Horrorfilm Final Destination, der ebenfalls ein kommerzieller Erfolg war und ihr einen Young Hollywood Award für die beste Breakthrough Performance einbrachte. Im Jahr darauf folgten Rollen in den Komödien Natürlich blond und Jay und Silent Bob schlagen zurück sowie in dem Western American Outlaws. Ebenfalls 2001 trat sie in New York City in dem feministischen Bühnenstück Vagina-Monologe auf.
2003 spielte sie erneut die Clear Rivers in Final Destination 2, welcher an den Erfolg seines Vorgängers anknüpfen konnte. In weiteren Teilen der Reihe trat sie aber nicht mehr auf. 2005 spielte sie eine Nebenrolle in der Komödie So was wie Liebe an der Seite von Ashton Kutcher und Amanda Peet. In den darauf folgenden Jahren war Larter, neben ihrer Fernsehkarriere, überwiegend in Independentfilmen wie Confess (2005) und Homo Erectus (2007) zu sehen.
Von 2006 bis 2010 spielte Ali Larter in der Science-Fiction-Fernsehserie Heroes zunächst eine Doppelrolle als Niki/Jessica Sanders und ab der dritten Staffel einen neuen Part als Tracy Strauss. Für ihre Darstellung in der Serie war sie 2006 für einen Saturn Award als „Beste Nebendarstellerin“ nominiert und wurde 2008 und 2009 für einen Teen Choice Award in der Kategorie Choice Television Actress: Action Adventure nominiert. Die Serie wurde 2010 nach vier Staffeln eingestellt.
Im Jahr 2007 spielte sie an der Seite von Milla Jovovich in dem Horrorthriller Resident Evil: Extinction. Im selben Jahr verkörperte sie in Crazy, der Filmbiografie des Gitarristen Hank Garland, dessen Frau Evelyn. 2009 spielte sie neben Beyoncé Knowles und Idris Elba eine der Hauptrollen als Stalkerin Lisa Sheridan in dem Thriller Obsessed, der am Startwochenende die US-Kinocharts anführte. Larter und Beyoncé Knowles wurden mit einem MTV Movie Award in der Kategorie Best Fight ausgezeichnet, beide erhielten aber auch Nominierungen für den Negativpreis Goldene Himbeere. 2010 war Larter erneut in ihrer Rolle als Claire Redfield in Resident Evil: Afterlife, dem vierten Teil der Reihe zu sehen, sowie 2016 im letzten Teil Resident Evil: The Final Chapter.
Seit August 2009 ist Larter mit dem Schauspieler und Autor Hayes MacArthur verheiratet, mit dem sie einen gemeinsamen Sohn (* 2010) und eine Tochter (* 2015) hat.

## Filmografie (Auswahl)

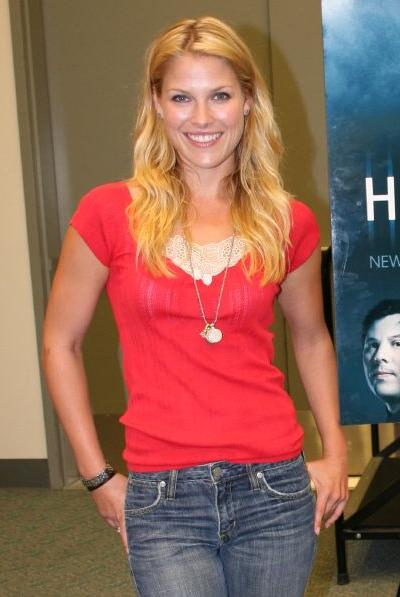
Ali Larter auf der Comic-Con International 2006

### Filme
- 1999: Varsity Blues
- 1999: Giving It Up
- 1999: Drive Me Crazy
- 1999: Haunted Hill (House on Haunted Hill)
- 2000: Final Destination
- 2001: Natürlich blond (Legally Blonde)
- 2001: American Outlaws
- 2001: Jay und Silent Bob schlagen zurück (Jay and Silent Bob Strike Back)
- 2003: Final Destination 2
- 2004: 3-Way (Three Way)
- 2005: So was wie Liebe (A Lot Like Love)
- 2005: Confess
- 2007: Homo Erectus
- 2007: Marigold
- 2007: Resident Evil: Extinction
- 2008: Crazy
- 2009: Obsessed
- 2010: Resident Evil: Afterlife
- 2014: Lovesick – Liebe an, Verstand aus (Lovesick)
- 2014: Das Glück an meiner Seite (You’re Not You)
- 2015: The Diabolical – Das Böse ist zeitlos (The Diabolical)
- 2016: Resident Evil: The Final Chapter
- 2021: The Last Victim – Spirale der Gewalt (The Last Victim)
- 2022: The Hater
- 2023: The Man in the White Van
- 2024: Spin the Bottle

### Fernsehserien
- 1997: Susan (Suddenly Susan, Folge 1x13)
- 1997: Drei Männer und kein Baby (Chicago Sons, Folge 1x11)
- 1998: Chicago Hope – Endstation Hoffnung (Chicago Hope, Folge 4x13)
- 1998: Just Shoot Me – Redaktion durchgeknipst (Just Shoot Me!, Folge 2x16)
- 1998: Dawson’s Creek (2 Folgen)
- 2004: Entourage (Folge 1x01)
- 2006–2010: Heroes (53 Folgen)
- 2012: The Asset (Serien-Pilotfilm)
- 2013: The League (Folge 5x11)
- 2014: Legends (10 Folgen)
- 2016: Pitch (10 Folgen)
- 2017: Lass es, Larry! (Curb Your Enthusiasm, Folge 9x09)
- 2018–2019: Splitting Up Together (3 Folgen)
- 2019–2020: The Rookie (13 Folgen)
- 2020–2021: Top Secret Videos (3 Folgen)
- 2021: Creepshow (Folge 2x02)
- seit 2024: Landman (10 Folgen)

## Auszeichnungen
Blockbuster Entertainment Awards
- 2001: Nominierung in der Kategorie Favorite Actress – Horror für Final Destination

Gracie Allen Awards
- 2008: Auszeichnung in der Kategorie Outstanding Supporting Actress – Drama Series für Heroes

MTV Movie Awards
- 2010: Auszeichnung in der Kategorie Best Fight für Obsessed (mit: Beyoncé Knowles)

Razzie Awards
- 2010: Nominierung in der Kategorie Worst Supporting Actress für Obsessed

Saturn Award
- 2007: Nominierung in der Kategorie Best Supporting Actress in a Television Program für Heroes

Teen Choice Awards
- 2008: Nominierung in der Kategorie Choice TV Actress: Action Adventure für Heroes
- 2009: Nominierung in der Kategorie Choice Movie Rumble für Obsessed (mit: Beyoncé Knowles)
- 2009: Nominierung in der Kategorie Choice TV Actress: Action Adventure für Heroes

Young Hollywood Awards
- 2001: Auszeichnung in der Kategorie Breakthrough Performance – Female für Final Destination